# استونوال (اکلاهما)
استونوال(به انگلیسی: Stonewall) شهری در ایالت اکلاهما کشور ایالات متحده آمریکا است که جمعیت آن در سرشماری سال ۲۰۱۰ میلادی، ۴۷۰ نفر بوده‌است.